# Johannes Magnusson
Johannes Magnusson, född 11 november 1804 i Näshults socken, död 25 mars 1875 i Nässja, Lemnhults socken, var en svensk orgelbyggare, lantbrukare, konstnär och uppfinnare.

## Biografi
Johannes Magnusson föddes 11 november 1804 på Mosingetorp i Näshults socken. Han var son till Magnus Bengtsson (född 1779) och Brita Catharina Abrahamsdotter (född 1777). Magnusson gifte sig 1828 med Sara Christina Johansdotter.
Magnusson övertog i slutet av 1830-talet släktgården Nässja i Lemnhults socken och flyttade dit 1838.
Han verkade till en början som träsnidare. Efterhand började han även att måla och lärde sig konsten av Marcus Larson, som han blivit bekant med. Orgelbyggarverksamheten inleddes med att han fick reparera Näshults orgel omkring 1840. År 1846 byggde han sin första helt egna orgel för Kråksmåla kyrka. Utöver orglar byggde han även speldosor, taffelpianon och positiv, både orgelpositiv och vevpositiv.
Han har bland annat målat altartavlorna i kyrkorna i Skirö och Lemnhult. Han uppfann psalmpositivet, av vilket ett exemplar finns på Vetlanda forngård (Njudungs hembygdsmuseum). Som orgelbyggare var han helt självlärd. Under sin verksamhetstid byggde han omkring 25 orglar, och de främsta exemplen på hans orgelbyggnadskonst finns i Bäckebo kyrka och Skirö kyrka.
Under 1840-talet fick den blivande orgelbyggaren Carl August Johansson tjänst hos Magnusson. Hans huvudsakliga sysselsättning blev inom kyrkorgelbyggandet. Johansson visade stort intresse och utvecklades snabbt till en skicklig orgelbyggare. År 1848 blev Johansson kompanjon med Magnusson då de bildade ett samägt bolag för att tillverka kyrkorglar, även om de var för sig fortsatte att bygga egna orglar. Samarbetet upphörde 1861. Magnusson kom att bygga ytterligare åtta kyrkorglar.
Hjalmar Gullberg har i samlingen Dödsmask och lustgård (1952) skrivit en dikt om Magnusson: På Lemnhults kyrkogård. Den slutar
I främmande stift
fann den mångkunnige bondens ättlingar sin utkomst.
Av hans orgelverk finns några i behåll
efter hundra år. Ett spelar i mig.

### Familj
Magnusson gifte sig 1828 med Sara Christina Johansdotter (född 1808). Hon var dotter till Johannes Svensson och Maria Jeremiasdotter på Stora Hillhult i Näshult. De fick tillsammans barnen Jeremias Alfred (1829–1829), Eva Sophia (född 1831), Maria Lovisa (1834–1835), Catharina Lovisa (1835–1904), Anna Maria (1838–1862), Ida Christina (född 1841), Johan Magnus Alfred (1844–1845), Johan Emil Wilhelm (1846–1846), Gustaf Wilhelm Victor (1847–1847) och Gustaf Wilhelm Oscar (född 1848).

## Orglar
| År         | Ursprunglig kyrka        | Stift      | Bild | Manualer | Pedal        | Stämmor | Bevarad orgel/fasad | Övrigt |
| ---------- | ------------------------ | ---------- | ---- | -------- | ------------ | ------- | ------------------- | --- |
| 1840       | Svinhults kyrka          | Linköpings |      |          |              |         | Nej/Nej             | En ny orgel byggdes 1876 av Per Larsson Åkerman, Stockholm. |
| 1846       | Kråksmåla kyrka          | Växjö      |      |          |              | 10      | Nej/Ja              | En ny orgel byggdes 1918 av Åkerman & Lund, Sundbybergs köping. |
| 1848       | Bäckebo kyrka            | Växjö      |      | 1        | Bihängd      | 12      | Ja/Ja               | Orgeln renoverades 1952 av Bröderna Moberg, Sandviken. Orgeln har flera gånger renoverats. |
| 1849       | Lenhovda kyrka           | Växjö      |      |          |              | 17      | Nej/Ja              | Fasaden är ritad av Carl Gustaf Blom Carlsson. En ny orgel byggdes 1926 av Olof Hammarberg, Göteborg. |
| 1850-talet | Hjälmseryds gamla kyrka  | Växjö      |      | 1        | -            | 5       | Nej/Ja              | Orgeln renoverades 1953 av Bröderna Moberg, Sandviken. |
| 1850       | Åby kyrka                | Växjö      |      |          |              | 16      | Nej/Ja              | En ny orgel byggdes 1932 av Åkerman & Lund, Sundbybergs stad. |
| 1850       | Hälleberga kyrka         | Växjö      |      |          |              | 11      | Nej/Ja              | En ny orgel byggdes 1916 av Olof Hammarberg, Göteborg. |
| 1852       | Arby kyrka               | Växjö      |      |          |              | 11      | Nej/Ja              | En ny orgel byggdes 1904 av Johannes Magnusson, Göteborg. |
| 1852       | Nävelsjö kyrka           | Växjö      |      |          |              | 8       | Nej/Ja              | En ny orgel byggdes 1937 av Olof Hammarberg, Göteborg. |
| 1855       | Norra Sandsjö kyrka      | Växjö      |      |          |              | 15      | Nej/Ja              | Fasaden är från 1775 års orgel byggd av Lars Strömblad, Ödeshög. En ny orgel byggdes 1910 av Johannes Magnusson, Göteborg. |
| 1855       | Vrå kyrka                | Växjö      |      | 2        | Självständig | 16      | Ja/Ja               | Orgeln renoverades och omdisponerades 1969 av Västbo Orgelbyggeri, Långaryd. |
| 1855       | Åseda kyrka              | Växjö      |      |          |              | 15      | Nej/Nej             | En ny orgel byggdes 1936 av Åkerman & Lund, Sundbybergs stad. |
| 1856       | Lemnhults gamla kyrka    | Växjö      |      |          |              | 14      | Nej/Nej             | Orgeln byggdes om 1871 av Magnusson. Orgeln förstördes i kyrkans brand år 1900. |
| 1857       | Lemnhults kyrka          | Växjö      |      | 1        | -            | 2       | Ja/Ja               | Kororgel. |
| 1857       | Skirö kyrka              | Växjö      |      | 2        | Självständig | 17      | Ja/Ja               | Orgeln renoverades 1961 av Bröderna Moberg, Sandviken. |
| 1857       | Hemmesjö nya kyrka       | Växjö      |      | 2        | Självständig | 17      | Ja/Ja               | Orgeln byggdes tillsammans med Carl August Johansson, Hovmantorp. Orgeln har under åren förändrats. 1975 renoverades och återställdes orgeln till ursprunglig disposition av Anders Perssons Orgelbyggeri, Viken.                 |
| 1860       | Ekeberga kyrka           | Växjö      |      |          |              | 7       | Nej/Ja              | En ny orgel byggdes 1936 av A Mårtenssons Orgelfabrik AB, Lund. |
| 1861       | Almundsryds kyrka        | Växjö      |      |          |              | 20      | Nej/Ja              | Orgeln byggdes tillsammans med Carl August Johansson, Hovmantorp. En ny orgel byggdes 1944 av A Mårtenssons Orgelfabrik AB, Lund.                                                                                                 |
| 1862       | Alseda kyrka             | Växjö      |      | 2        |              | 17 1⁄2  | Nej/Ja              | Även med koppel. En ny orgel byggdes 1940 av Olof Hammarberg, Göteborg. |
| 1863       | Näshults kyrka           | Växjö      |      |          |              | 14      | Nej/Ja              | Fasaden är från 1744 års orgel byggd av Jonas Wistenius, Linköping. Fasaden omarbetades 1863 av Magnusson. En ny orgel byggdes 1909 av Eskil Lundén, Göteborg.                                                                    |
| 1865       | Södra Solberga kyrka     | Växjö      |      | 1        | Bihängd      | 8       | Ja/Ja               | [ 23 ] |
| 1865       | Korsberga kyrka, Småland | Växjö      |      | 2        | Självständig | 18      | Ja/Ja               | [ 23 ] |
| 1865       | Påskallaviks kyrka       | Växjö      |      | 1        | -            | 6       | Ja/Ja               | Kororgel. Orgeln användes som huvudinstrument fram till 1931. |
| 1865       | Öja kyrka, Småland       | Växjö      |      |          |              | 17      | Nej/Nej             | En ny orgel byggdes 1945 av A Mårtenssons Orgelfabrik AB, Lund. |
| 1868       | Vallsjö gamla kyrka      | Växjö      |      | 1        | Bihängd      | 6       | Ja/Ja               | Orgeln flyttades över 1892 till den nybyggda Vallsjö nya kyrka. 1913 flyttades orgeln tillbaka till den gamla kyrkan. 1960 renoverades orgeln av Rolf Larsson, Uppsala. 1973 renoverades orgeln av Västbo Orgelbyggeri, Långaryd. |

- Sankt Sigfrids sjukhus, Växjö, 1859. Bevarad orgel.

### Ombyggnationer
| År   | Ursprunglig kyrka | Stift | Bild | Manualer | Pedal   | Stämmor | Bevarad orgel/fasad | Övrigt |
| ---- | ----------------- | ----- | ---- | -------- | ------- | ------- | ------------------- | --- |
| 1865 | Svenarums kyrka   | Växjö |      | 2        | Bihängd |         | Ja (delvis)/Ja      | Magnusson byggde 1865 till en andra manual på en orgel. Den var byggd 1797 av Pehr Schiörlin, Linköping och hade 10 stämmor. Den andra manualen togs bort 1952 av John Grönvall Orgelbyggeri, Lilla Edet. |